# 제5회 미쟝센 단편 영화제
제5회 미쟝센 단편 영화제는 2006년 6월 29일에 열린 시상식이다.

## 수상 및 후보

### 비정성시 최우수작품상
- 불법주차 - 정충환 수상

### 사랑에관한짧은필름 최우수작품상
- 가희와 BH - 신동석 수상

### 절대악몽 최우수작품상
- 나의 작은 인형상자 - 정유미 수상

### 희극지왕 최우수작품상
- 베이베를 원하세요? - 이상근 수상

### 4만번의구타 최우수작품상
- 2분 - 정태경 수상

### 심사위원특별상
- 착한 아이 - 강혜연 수상
- 머리 위에 숯불 - 조형찬 수상
- 해우소 - 최병환 수상

### 심사위원 특별상 연기부문
- 베이베를 원하세요? - 최유형 수상

### 미쟝센 촬영상
- 가희와 BH - 백윤석 수상

### 명예심사위원 특별상
- 불법주차 - 정인기 수상

### 관객상
- 착한 아이 - 강혜연 수상

### 비정성시 부문
- 플랫폼 - 김영제
- 서울까지 - 김방현
- 낫시리아 - 이유림
- 가족 나들이 - 홍승완
- 손님 - 이은영
- 술자리에서 친구가 되는 법 - 이호
- 필. 링 - 강원석
- 참 잘했어요 - 이채윤
- 임성옥 자살기 - 류훈
- 고요한 종소리 - 김원영
- 여기보다 어딘가 - 전혜인 외
- 여름애 - 김명화
- 착한 아이 - 강혜연
- 외박 - 이종윤

### 사랑에 관한 짧은 필름 부문
- 낙원 - 김종관
- 마포크라테스 - 한만우
- 마이 좀비 보이 - 이유빈
- 상징적 그녀 - 김은호
- 프레절 - 핸들 위드 케어 - 윤영빈
- 고래보호작전 - 박경목
- 티 데이트 - 박미나
- 미스 마플과의 하룻밤 - 김세랑
- 바라만 본다 - 양익준
- 마스크 속, 은밀한 자부심 - 노덕
- 어려운 부탁 - 김기현

### 희극지왕 부문
- 만사형통 - 이진우
- 에브리바디 굿 모닝! - 천주영
- 동방불패 - 최윤희
- 죽느냐 사느냐 - 김정진
- 천국의 에스컬레이터 - 장철수
- 아버지 어금니 꽉 깨무세요 - 최원석
- 해우소 - 최병환
- 진짜 사나이 - 진승현
- 그녀의 핵주먹 - 선지연
- 5475일 - 조창열

### 절대악몽 부문
- 일격 - 현문섭
- 마녀성의 함락 - 전재란
- 사랑해 사랑해 - 김동현
- 서커스 - 서은정
- 블랙아웃 - 이준학
- 이환의 그림자 - 김미영
- 클라우디 레이니 - 권아름
- 신당동 전기톱 부부싸움 - 류근환
- 사라짐의 양식 - 김기훈
- 지옥 - 2개의 삶 - 연상호
- 스페이스 파라다이스 - 이명하
- 그 유명한 작가 배토벤씨와 그의 가정부 - 곽인호
- 탈고 - 송인영
- 원하는대로 - 강동연
- 동정도 안간다 - 조승연

### 4만번의 구타 부문
- 귓속에 도청장치 - 박정한
- 럼블 인 더 브롱스 - 김관후
- 머리 위에 숯불 - 조형찬
- 마지막 축제 - 최성영
- 600초 - 한일봉
- 일박 이일 - 이은천
- 어쩌다 마주친 - 유혜민

### 해외 초청작
- 순결한 양털의 처녀 - 엠마누엘 말에르브
- 스틸 라이프 - 존 노츠
- 그들의 역습 - 얀 샤이아
- 조나/톰베리 - 로스토
- 그런 남자 - 기나 테레사 그르네르

### 프로그래머 스펙트럼 - 실버 멜로
- 쟌느, 조금만 더 가까이 - 네갸 쟈바디
- 단풍잎 - 오점균
- 체리의 시간 - 쟝 쥴리앙 쉐비에
- 네버랜드 - 박한
- 베아트리스 - 로뮈알드 베뇽

### 프로그래머 스펙트럼
- 운디드 - 김종관
- 순정 영화 - 이창희
- 골목길 쌈박질 - 전병덕
- 로맨스 뽀뽀 - 김동원
- 달걀 - 박정선
- 가위 - 김정필
- 비 오는 날의 산책 - 최현명
- 슈즈 - 정광준
- 잘 자라 우리 아가 - 이선정
- 비 오는 날의 부침개 - 김경란
- 비탈거미 - 이서
- 카 섹스 - 이정아